# Емануель Яримович

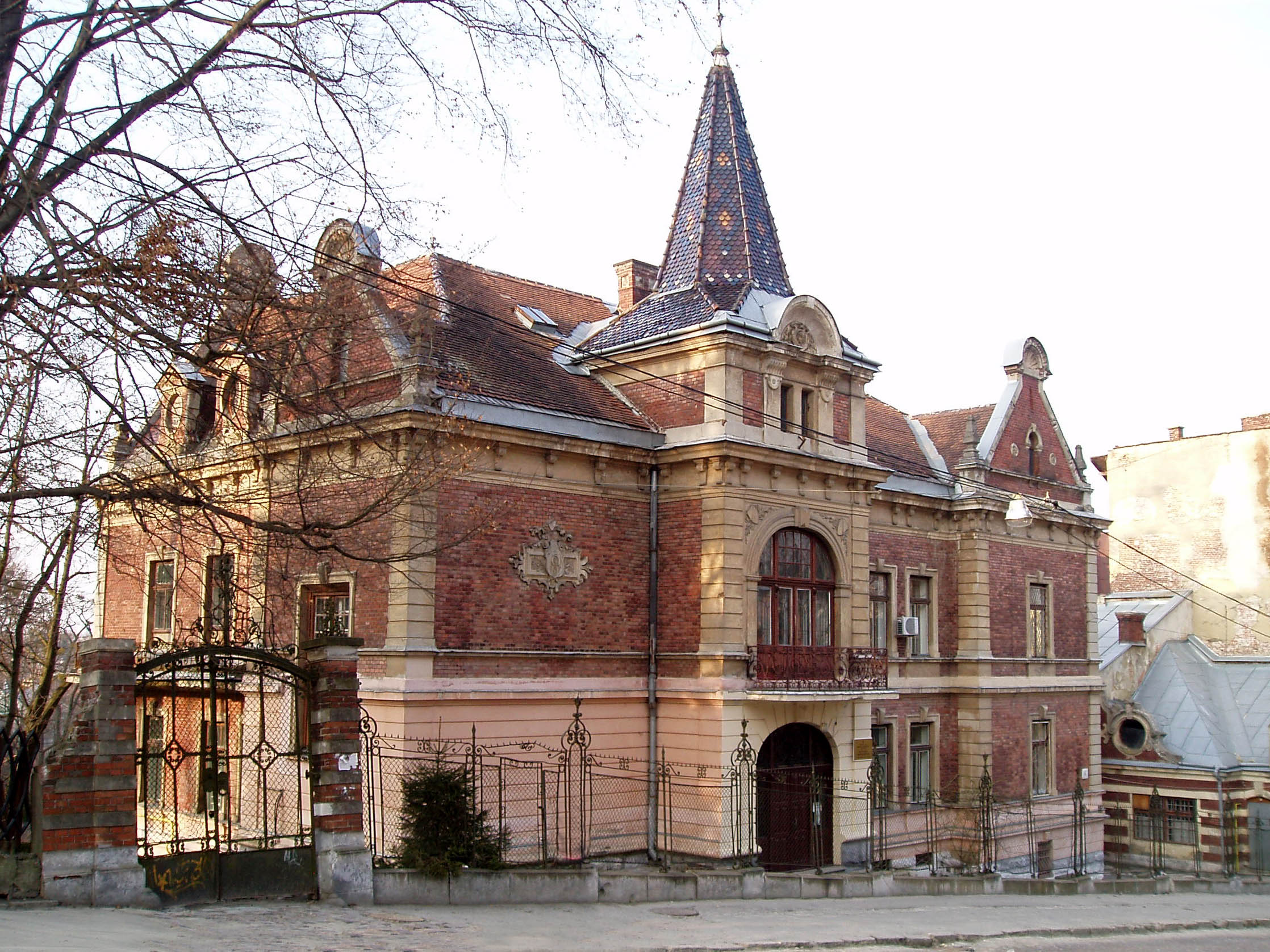
Дім на вулиці Самчука, 6 у Львові

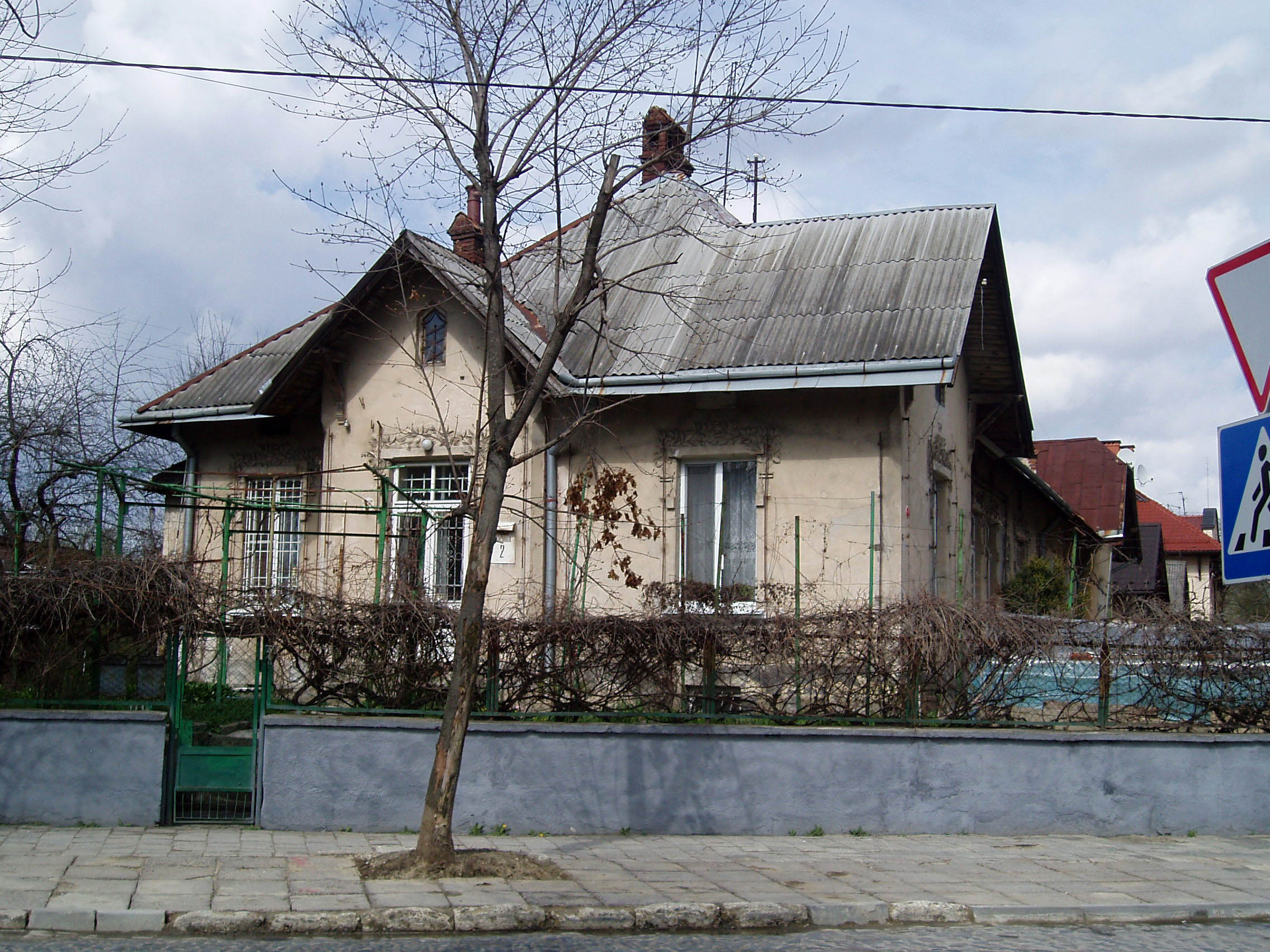
Вілла на вулиці Залізняка, 2 у Львові

Емануель Яримович деколи також Яремович (пол. Emanuel Jarymowicz, 1865 Болехів — р. і м. нар. невід.) — архітектор, підприємець.
Народився 1865 року в Болехові. Закінчив реальну школу. У 1884–1891 роках навчався на будівельному факультеті Львівської політехніки. Працював у Дирекції державних лісів і майна. Згодом — у львівських архітекторів. Займався приватною архітектурною практикою. У 1902–1910 роках працював головним архітектором міста Ясло Підкарпатського воєводства. У 1904–1912 роках володів підприємством із виробництва бетону в Яслі, що призвело до конфлікту з магістратом, який мав власну фабрику бетону і який змусив Яримовича закрити підприємство. Дата і місце смерті невідомі.
Проєкти
- Низка будівель на Загальній крайовій виставці у Львові 1894 року. Більшість зведені Яримовичем за проєктами інших архітекторів. Це зокрема молочарня Цегельського, зала машин А (ескіз Зигмунта Горголевського), хата з околиць Бродів, а також хата подільська, наддністрянська, краківська, мазурська, татранська, дзвіниця (усе за проєктами Юліана Захаревича), брама від вулиці Стрийської (арх. Міхал Лужецький), котельня і електрична підстанція.[3]
- Дім Едмунда Лозинського на вулиці Самчука, 6 у Львові (1896).[4]
- Спорудження загального шпиталю у Самборі спільно з будівничим Станіславом Кшановським (близько 1901 року).[5]
- Дім гімнастичного товариства «Сокіл» у Самборі. Спорудженню передували три варіанти проєктів Яримовича, виготовлені протягом 1901–1902 років. Будувала фірма Броніслава Бауера у 1903–1904 роках.[5]
- Вілли на вулиці Коновальця, 70-72, 74 у Львові (усі 1902).
- Вілла на вулиці Залізняка, 2, 4, 6 у Львові (усі 1902).
- Дім кредитної спілки на розі вулиць Собеського і 3 травня в місті Ясло (1905—1907).[6]
- Проєкт фабрики з виробництва бетону в місті Ясло (1909).[7]
- Житловий будинок на вулиці Павлова, 10 (1914—1923, співавтор Альберт Корнблют).[8]